# Podocarpus degeneri
Podocarpus degeneri é uma espécie de conífera da família Podocarpaceae.
Apenas pode ser encontrada nas Fiji.